# Jan Felix Hoffmann
Jan Felix Hoffmann (* 1983 in Heidelberg) ist ein deutscher Rechtswissenschaftler und Hochschullehrer an der Albert-Ludwigs-Universität Freiburg.

## Leben
Hoffmann studierte von 2002 bis zu seinem Ersten Juristischen Staatsexamen 2007 Rechtswissenschaften an der Universität Heidelberg. Dem schloss er sein Referendariat am Landgericht Heidelberg an, das er 2009 mit dem Zweiten Staatsexamen beendete. Zeitgleich arbeitete er als wissenschaftlicher Mitarbeiter, später als akademischer Rat am Heidelberger Lehrstuhl von Thomas Lobinger. Unter dessen Betreuung promovierte Hoffmann 2011 zum Dr. iur. Nach einem Forschungsaufenthalt an der Université de Lorraine 2014 schloss er 2015 in Heidelberg auch sein Habilitationsverfahren ab und erhielt die Venia Legendi für die Fächer Bürgerliches Recht, Zivilverfahrensrecht, Urheberrecht, Gewerblicher Rechtsschutz und Rechtsvergleichung.
Es folgten Lehrstuhlvertretungen an den Universitäten Bonn und Freiburg. Seit dem Wintersemester 2016/17 hat er einen ordentlichen Lehrstuhl am Institut für deutsches und ausländisches Zivilprozessrecht, Abt. 1 der Universität Freiburg, inne. Hoffmanns Forschungsschwerpunkte liegen im Bürgerlichen Recht, dort vor allem im Vermögens- und Eigentumsrecht, den Schnittstellen zwischen formellem und materiellem Zivilrecht sowie dem Immaterialgüterrecht.
Hoffmann ist verheiratet und Vater von zwei Söhnen.

## Mitgliedschaften
- Zivilrechtslehrervereinigung
- Zivilprozessrechtslehrervereinigung
- Wissenschaftliche Vereinigung für Internationales Verfahrensrecht
- Gesellschaft für Rechtsvergleichung

## Werke
Monographien
- Zession und Rechtszuweisung. Mohr Siebeck, Tübingen 2012, ISBN 978-3-16-151695-5 (Dissertation).
- Prioritätsgrundsatz und Gläubigergleichbehandlung. Mohr Siebeck, Tübingen 2016, ISBN 978-3-16-154299-2 (Habilitationsschrift).

Kommentierungen
- §§ 794-802 ZPO, in: Vorwerk/Wolf (Hrsg.), Beck’scher Online-Kommentar ZPO, seit der 1. Edition 2011, derzeit 52. Edition 2024.
- §§ 779 (Der Vergleich), 809-811 BGB, in: Gsell/Krüger/Lorenz/Mayer (Gesamthrsg.), Beck’scher Online-Großkommentar, Stand: 01.03.2024.
- §§ 108-112 InsO, in: Kirchhof/Eidenmüller/Stürner (Hrsg.), Münchener Kommentar zur Insolvenzordnung, 4. Auflage, 2019, S. 600-697 (§§ 109-111 InsO fortgeführt von Hans-Georg Eckert).
- §§ 47-52 InsO (Aussonderung, Ersatzaussonderung und Absonderung), in: Jaeger Insolvenzordnung Großkommentar, 2. Auflage, 2023, S. 419-635 (fortgeführt von Wolfram Henckel).

Aufsätze (Auswahl)
- Sicherungsgemeinschaften im System einer differenzierenden Gesamtschuldlehre, in: AcP 211 (2011), S. 703-736.
- Defizite im Recht der Prozesskostenerstattung – Erledigung und „materiell-rechtliche“ Kostenerstattungspflichten, in: ZZP 125 (2012), S. 345-383.
- Verbraucherwiderruf bei Stellvertretung, in: JZ 2012, S. 1156-1165.
- Zum vermögensrechtlichen Schutz absoluter und relativer Rechtspositionen an der Schnittstelle zum Immaterialgüterrecht, in: Jura 2014, S. 71-80, DOI: 10.1515/jura-2014-0003.
- Die so genannte „Leerübertragung“ im Immaterialgüterrecht, in: ZGE / IPJ 6 (2014), S. 1-47, DOI: 10.1628/186723714X14016951400190.
- Der immaterialgüterrechtliche Vernichtungsanspruch – Versuch einer Zivilisierung, in: ZGE / IPJ 6 (2014), S. 335-384, DOI: 10.1628/186723714X14217510033707.
- Der Bestandsschutz von Unterlizenzen – Abstraktionsprinzip und Sukzessionsschutz in neuem (immaterialgüterrechtlichem) Licht, in: ZGE / IPJ 7 (2015), S. 245-290, DOI: 10.1628/186723715X14465408390907.
- Die Gerichtsstände der EuGVVO zwischen Vertrag und Delikt, in: ZZP 128 (2015), S. 465-494.
- Dogmatik und Rechtsfortbildung am Beispiel der Domain – „gewinn.de“ zwischen Prätendentenstreit und Forderungskollision, in: Jahrbuch Junger Zivilrechtswissenschaftler 2014, 2015, S. 163-202.
- Der Rückerwerb des Nichtberechtigten, in: AcP 215 (2015), S. 794-829, DOI: 10.1628/000389915X14539703917259.
- Das mobiliarsachenrechtliche Anwartschaftsrecht in der juristischen Ausbildung, in: JuS 2016, S. 289-294.
- Zur Konstruktion und Legitimation von Insolvenzprivilegien im nationalen und Europäischen Insolvenzrecht, in: KTS 2017, S. 17-48.
- Die Haftung in der Verletzerkette, in: ZGE / IPJ 9 (2017), S. 72-97, DOI: 10.1628/186723717X14913854992012.
- Die Teilbarkeit von Schuldverträgen, in: JuS 2017, S. 1045-1052.
- Gewillkürte Prozessstandschaft und materiell-rechtliche Ausübungsermächtigung, in: ZZP 130 (2017), S. 403-438.
- Die Lizenz des europäischen Immaterialgüterrechts zwischen relativem und absolutem Recht – Anmerkung zu EuGH vom 04.02.2016 – C-163/15 (Hassan) und zu EuGH vom 22.06.2016 –
- C-419/15 (Thomas Philipps), in: GPR 2017, S. 120-125.
- Executory Contracts, Ipso Facto Clauses and Licensing Agreements in Cross-Border Insolvencies, in: International Insolvency Review 27 (2018), S. 300-319, DOI: 10.1002/iir.1312.
- Vertragsbindung kraft Insolvenz? – Lösungsklauseln und Vertragsspaltungen im Kontext der §§ 103 ff. InsO, in: KTS 2018, S. 343-380.
- Akzessorietät, Sicherungszweck und Haftungsrisiko – Zum Umgang mit schuldnerbezogenen Einwendungen, Einreden und Gestaltungsrechten im Kreditsicherungsrecht, in: ZfPW 2019, S. 257- 282.
- „Dateneigentum“ und Insolvenz, in: JZ 2019, S. 960-968, DOI: 10.1628/jz-2019-0339.
- Gläubigeranfechtungsklagen und Zuständigkeit nach Maßgabe der EuGVVO – Anmerkung zu EuGH, Urteil vom 04.10.2018, C-337/17 – Feniks, in: GPR 2019, S. 168-173, DOI:10.1628/acp-2020-0014.
- Rangordnung und Rechtsfortbildung im Kreditsicherungsrecht – Zur Kollision von Kreditsicherheiten, in: AcP 220 (2020), S. 377-410, DOI: 10.1628/acp-2020-0014.
- Grundprinzipien der Prozesskostenerstattung und Insolvenz, in: ZIP 2021, S. 16-23.
- Die Bindungswirkung einer strafbewehrten Unterlassungserklärung, in: GRUR 2021, S. 1029-1035.
- Zur funktionalen Begrenzung künftiger Kreditsicherheiten mittels § 91 Abs. 1 InsO, in: KTS 2021, S. 327-355.
- Digital Data in Insolvency Proceedings – The Concept of Property in a Dynamic Society, in: Legal Theory and Interpretation in a Dynamic Society: contributions to the 7th Seoul-Freiburg Law Faculties Symposium, 2021, S. 255-278.
- The Proprium of Property Law, in: European Property Law Journal 2021, S. 241-262, DOI: 10.1515/eplj-2021-0012
- Die zivilprozessuale Informationsbeschaffung mittels Stufenklage an der Schnittstelle zum materiellen Recht, in: ZZP 135 (2022), S. 3-27.
- Die Vertragswidrigkeit einfacher Eigentumsvorbehalte zwischen Schuld- und Sachenrecht, in: JuS 2022, S. 697-703.
- „Gesetzliche Lizenzen“ und zivilrechtliche Aufopferung (auch) aus Sicht des europäischen Zivilverfahrensrechts, in: FS Schack, 2022, S. 640-652, DOI: 10.1628/978-3-16-161469-9.
- Ordnungsfunktion und „Gegenstand“ der Aussonderung, in: KTS 2022, S. 315-339.
- Kreditsicherheiten und Sachbestandteile – Zum Verhältnis von Kreditsicherungsrecht und Sachenrecht im Europäischen Privatrecht, in: ZEuP 2022, S. 913-949.
- Die einseitige Erledigungserklärung und die Schwächen der Klageänderungstheorie, in: FS Becker-Eberhard, 2022, S. 213-227.
- Insolvenzabhängige Lösungsklauseln sind nicht per se unzulässig – Kurskorrektur des IX. Senats (Anmerkung zu BGH, Urteil v. 27.10.2022 – IX ZR 213/21), in: JZ 2023, S. 464-468, DOI: 10.1628/jz-2023-0144.
- Property Rights in Money (and Cryptocurrencies), in: European Property Law Journal 2022, S. 133-157, DOI: 10.1515/eplj-2022-0008.
- Erwerbsschutz im Sachenrecht – Anwartschaftsrecht und Vormerkung im Vergleich, in: JuS 2024, S. 385-392.
- Die Beweislast und das Angreiferprinzip, in: ZZP 137 (2024), S. 301- 330.
- Neuigkeiten zum Verhältnis von Haupt- und Sekundärinsolvenzverfahren im Europäischen Insolvenzrecht? (Anmerkung zu EuGH, 18.4.2024 – Rs. C-765/22, C-772/22, Luis Carlos u.a. ./. Air Berlin Spanien und Victoriano u.a. ./. Air Berlin Spanien, Air Berlin), in: IPRax 2024, S. 356-363.
- Property Law Theory and Building Encroachments from a Comparative Perspective, in: European Property Law Journal 2024, S. 219-240, DOI: 10.1515/eplj-2024-0012.